# Begonia aenea
Espèce
Begonia aenea est une espèce de plantes de la famille des Begoniaceae.
Ce bégonia est originaire de l'Assam, en Inde. L'espèce fait partie de la section Platycentrum ; elle a été décrite en 1871 par le botaniste belge Jean Linden (1817-1898) et le paysagiste français Édouard André (1840-1911). L'épithète spécifique, aenea, signifie bronzé, cuivré.